# Distrito de Roanne
El distrito de Roanne es un distrito (en francés arrondissement) de Francia, que se localiza en el departamento de Loira (en francés Loire), de la región de Ródano-Alpes. Cuenta con 11 cantones y 115 comunas.
La capital de un distrito se llama subprefectura (sous-préfecture). Cuando un distrito contiene la prefectura (capital) del departamento, esa prefectura es la capital del distrito, y se comporta tanto como una prefectura como una subprefectura.

## División territorial

### Cantones
Los cantones del distrito de Roanne son:
1. Cantón de Belmont-de-la-Loire
2. Cantón de Charlieu
3. Cantón de Néronde
4. Cantón de La Pacaudière
5. Cantón de Perreux
6. Cantón de Roanne-Nord
7. Cantón de Roanne-Sud
8. Cantón de Saint-Germain-Laval
9. Cantón de Saint-Haon-le-Châtel
10. Cantón de Saint-Just-en-Chevalet
11. Cantón de Saint-Symphorien-de-Lay

### Comunas
| 1. Ambierle (42003)                   | 2. Amions (42004)                      | 3. Arcinges (42007)                     | 4. Arcon (42008)                               |
| 5. Balbigny (42011)                   | 6. Belleroche (42014)                  | 7. Belmont-de-la-Loire (42015)          | 8. Boyer (42025)                               |
| 9. Briennon (42026)                   | 10. Bully (42027)                      | 11. Bussières (42029)                   | 12. La Bénisson-Dieu (42016)                   |
| 13. Le Cergne (42033)                 | 14. Champoly (42047)                   | 15. Chandon (42048)                     | 16. Changy (42049)                             |
| 17. Charlieu (42052)                  | 18. Chausseterre (42339)               | 19. Cherier (42061)                     | 20. Chirassimont (42063)                       |
| 21. Combre (42068)                    | 22. Commelle-Vernay (42069)            | 23. Cordelle (42070)                    | 24. Le Coteau (42071)                          |
| 25. Coutouvre (42074)                 | 26. Cremeaux (42076)                   | 27. Croizet-sur-Gand (42077)            | 28. Le Crozet (42078)                          |
| 29. Cuinzier (42079)                  | 30. Dancé (42082)                      | 31. Fourneaux (42098)                   | 32. La Gresle (42104)                          |
| 33. Grézolles (42106)                 | 34. Jarnosse (42112)                   | 35. Juré (42116)                        | 36. Lay (42118)                                |
| 37. Lentigny (42120)                  | 38. Luré (42125)                       | 39. Mably (42127)                       | 40. Machézal (42128)                           |
| 41. Maizilly (42131)                  | 42. Mars (42141)                       | 43. Montagny (42145)                    | 44. Nandax (42152)                             |
| 45. Neaux (42153)                     | 46. Neulise (42156)                    | 47. Noailly (42157)                     | 48. Nollieux (42160)                           |
| 49. Notre-Dame-de-Boisset (42161)     | 50. Les Noës (42158)                   | 51. Néronde (42154)                     | 52. Ouches (42162)                             |
| 53. La Pacaudière (42163)             | 54. Parigny (42166)                    | 55. Perreux (42170)                     | 56. Pinay (42171)                              |
| 57. Pommiers (42173)                  | 58. Pouilly-les-Nonains (42176)        | 59. Pouilly-sous-Charlieu (42177)       | 60. Pradines (42178)                           |
| 61. Renaison (42182)                  | 62. Riorges (42184)                    | 63. Roanne (42187)                      | 64. Régny (42181)                              |
| 65. Sail-les-Bains (42194)            | 66. Saint-Alban-les-Eaux (42198)       | 67. Saint-André-d'Apchon (42199)        | 68. Saint-Bonnet-des-Quarts (42203)            |
| 69. Saint-Cyr-de-Favières (42212)     | 70. Saint-Cyr-de-Valorges (42213)      | 71. Saint-Denis-de-Cabanne (42215)      | 72. Saint-Forgeux-Lespinasse (42220)           |
| 73. Saint-Georges-de-Baroille (42226) | 74. Saint-Germain-Laval (42230)        | 75. Saint-Germain-Lespinasse (42231)    | 76. Saint-Germain-la-Montagne (42229)          |
| 77. Saint-Haon-le-Châtel (42232)      | 78. Saint-Haon-le-Vieux (42233)        | 79. Saint-Hilaire-sous-Charlieu (42236) | 80. Saint-Jean-Saint-Maurice-sur-Loire (42239) |
| 81. Saint-Jodard (42241)              | 82. Saint-Julien-d'Oddes (42243)       | 83. Saint-Just-en-Chevalet (42248)      | 84. Saint-Just-la-Pendue (42249)               |
| 85. Saint-Léger-sur-Roanne (42253)    | 86. Saint-Marcel-d'Urfé (42255)        | 87. Saint-Marcel-de-Félines (42254)     | 88. Saint-Martin-d'Estréaux (42257)            |
| 89. Saint-Martin-la-Sauveté (42260)   | 90. Saint-Nizier-sous-Charlieu (42267) | 91. Saint-Paul-de-Vézelin (42268)       | 92. Saint-Pierre-la-Noaille (42273)            |
| 93. Saint-Polgues (42274)             | 94. Saint-Priest-la-Prugne (42276)     | 95. Saint-Priest-la-Roche (42277)       | 96. Saint-Rirand (42281)                       |
| 97. Saint-Romain-d'Urfé (42282)       | 98. Saint-Romain-la-Motte (42284)      | 99. Saint-Symphorien-de-Lay (42289)     | 100. Saint-Victor-sur-Rhins (42293)            |
| 101. Saint-Vincent-de-Boisset (42294) | 102. Sainte-Agathe-en-Donzy (42196)    | 103. Sainte-Colombe-sur-Gand (42209)    | 104. Sevelinges (42300)                        |
| 105. Souternon (42303)                | 106. La Tuilière (42314)               | 107. Urbise (42317)                     | 108. Vendranges (42325)                        |
| 109. Villemontais (42331)             | 110. Villerest (42332)                 | 111. Villers (42333)                    | 112. Violay (42334)                            |
| 113. Vivans (42337)                   | 114. Vougy (42338)                     | 115. Écoche (42086)                     |                                                |